# Shakai Minshutō (1901)
Die Partei Shakai Minshutō (japanisch 社会民主党), gegründet 1901, war die erste sozialistische Partei Japans. Sie existierte allerdings nur zwei Tage.

## Vorgeschichte
Im Oktober 1898 gründeten Katayama Sen (1859–1933), Abe Isoo (1865–1949), Kōtoku Shūsui (1871–1911) und andere die „Studiengruppe Sozialismus“ (社会主義研究会, Shakaishugi kenkyūkai). Im Januar 1900 wurde die Gruppe umorganisiert in die „Sozialistische Vereinigung“ (社会主義協会, Shakaishugi kyōkai).

## Gründung der Partei
Die Partei wurde im Mai 1901 von den folgenden sechs politisch Aktiven gegründet: Katayama Sen, Abe Isoo, Kōtoku Shūsui, Kawakami Kiyoshi (河上 清, 1873–1949), Nishikawa Kōjirō (西川 光二郎; 1876–1940) und der Schriftsteller Kinoshita Naoe (1869–1937).
Das Ziel der Partei war ein moderat demokratischer Sozialismus. Die Mitglieder setzten sich für Pazifismus, Gleichheit, universelles Wahlrecht, staatlich betriebene Einrichtungen und eine blühende Nation ein. Ihre Weigerung, sich den Richtlinien des Innenministeriums zu fügen, führte schon nach zwei Tagen zur Auflösung der Partei.